# 達特冰磧
70°54′S 68°0′E / 70.900°S 68.000°E
達特冰磧（英語：Dart Moraine），是南極洲的冰磧，位於麥克羅伯特森地，處於拉多克湖以南13公里，屬於查爾斯王子山脈中阿拉米斯山脈的一部分，在1956年由澳大利亞探險隊拍攝照片，現時由南極條約體系管理。